# 1068
| 1068               |
| ------------------ |
| Dødsfald - Fødsler |
|                    |

| Gregoriansk kalender | 1068 MLXVIII            |
| Ab urbe condita      | 1821                    |
| Armensk kalender     | 517 ԹՎ ՇԺԷ              |
| Kinesiske kalender   | 3764 – 3765 丁未 – 戊申 |
| Etiopisk kalender    | 1060 – 1061             |
| Jødisk kalender      | 4828 – 4829             |
| Hindukalendere       |                         |
| - Vikram Samvat      | 1123 – 1124             |
| - Shaka Samvat       | 990 – 991               |
| - Kali Yuga          | 4169 – 4170             |
| Iransk kalender      | 446 – 447               |
| Islamisk kalender    | 460 – 461               |

Konge i Danmark: Svend 2. Estridsen 1047-1074
Se også 1068 (tal)

## Begivenheder
- Adam af Bremen skrev:

"Se nu til de grusomme folkeslag danskerne, nordmændene og svenskerne! Se til de røverfolk, der fordum hærgede Frankrig og Tyskland, men nu er de tilfredse med deres eget område!
De har aflagt deres medfødte vildskab og giver sandhedens forkyndere adgang overalt, medens afgudernes altre nedbrydes; kirker rejses alle vegne og Kristi navn lovprises af alle i fællesskab."